# Easy Money (film 1917)
Easy Money è un film muto del 1917 diretto da Travers Vale e sceneggiato da Gladys Johnson. Fu interpretato da Ethel Clayton, John Bowers, Frank Mayo, Louise Vale, Jack Drumier.

## Trama
Irritato dallo stile di vita di suo nipote Richard che ha una relazione con una ballerinetta, Peter K. Chanslor minaccia di diseredarlo. Il giovanotto, per accontentare il nonno (pur mantenendo le stesse abitudini), decide di sposarsi. La sposa prescelta è Lois Page, una giovane scultrice di buona famiglia che si trova in difficoltà finanziarie e che accetta la sua proposta a patto che loro due continuino a vivere ognuno per conto proprio. Il matrimonio, così convenuto, si rivela un successo fino al momento in cui Richard si accorge di cominciare ad innamorarsi della moglie, tanto da rompere con Lily, la sua amante. Lois, però, non crede alla sincerità del suo sentimento e continua a frequentare il suo maestro, Bob Hildreth. Un giorno, Hildreth la porta in campagna e, in una locanda, le mette le mani addosso. Richard, che li ha seguito, arriva in tempo per salvare dall'aggressione la moglie che se ne va poi con lui. I due, adesso si rendono conto entrambi che il loro matrimonio si è trasformato in un vero matrimonio.

## Produzione
Il film fu prodotto dalla Peerless Productions e dalla World Film.

## Distribuzione
Il copyright del film, richiesto dalla World Film Corp., fu registrato l'8 novembre 1917 con il numero LU11697.
Distribuito dalla World Film e presentato da William A. Brady, il film uscì nelle sale cinematografiche statunitensi il 12 novembre 1917 (le date di uscita variano dal 12 novembre al 1º di dicembre).
Non si conoscono copie ancora esistenti della pellicola che viene considerata presumibilmente perduta.